# 8216 Мелош
8216 Мелош (8216 Melosh) — астероїд головного поясу, відкритий 27 березня 1995 року.
Тіссеранів параметр щодо Юпітера — 3,398.